# Blanc-Sablon
Blanc-Sablon – gmina w Kanadzie, w prowincji Quebec, w regionie Côte-Nord i MRC Le Golfe-du-Saint-Laurent. Gmina znajduje się przy granicy z prowincją Nowa Fundlandia i Labrador i jest najbardziej na wschód wysuniętą gminą Quebecu. Blanc-Sablon nie ma połączenia drogowego z resztą prowincji, można do niej dotrzeć wyłącznie z Labradoru lub drogą wodną. Na jej terytorium leżą trzy wsie: Brador, Lourdes-de-Blanc-Sablon i Blanc-Sablon.
Liczba mieszkańców gminy Blanc-Sablon wynosi 1 263. Język angielski jest językiem ojczystym dla 71%, francuski dla 26,6% mieszkańców (2006).